# Dorothea Szwed
Dorothea Szwed (* 24. Januar 1951 in Neuwied als Dorothea Maur) ist eine deutsche Politikerin (CDU).
Szwed war beruflich als Bürokauffrau und Verwaltungsangestellte tätig. 1978 trat sie der CDU bei. Sie rückte am 24. März 1994 für den ausgeschiedenen Heribert Scharrenbroich in den Deutschen Bundestag nach und gehörte diesem bis zum Ende der Wahlperiode im gleichen Jahr an.